# Lilia (roślina)

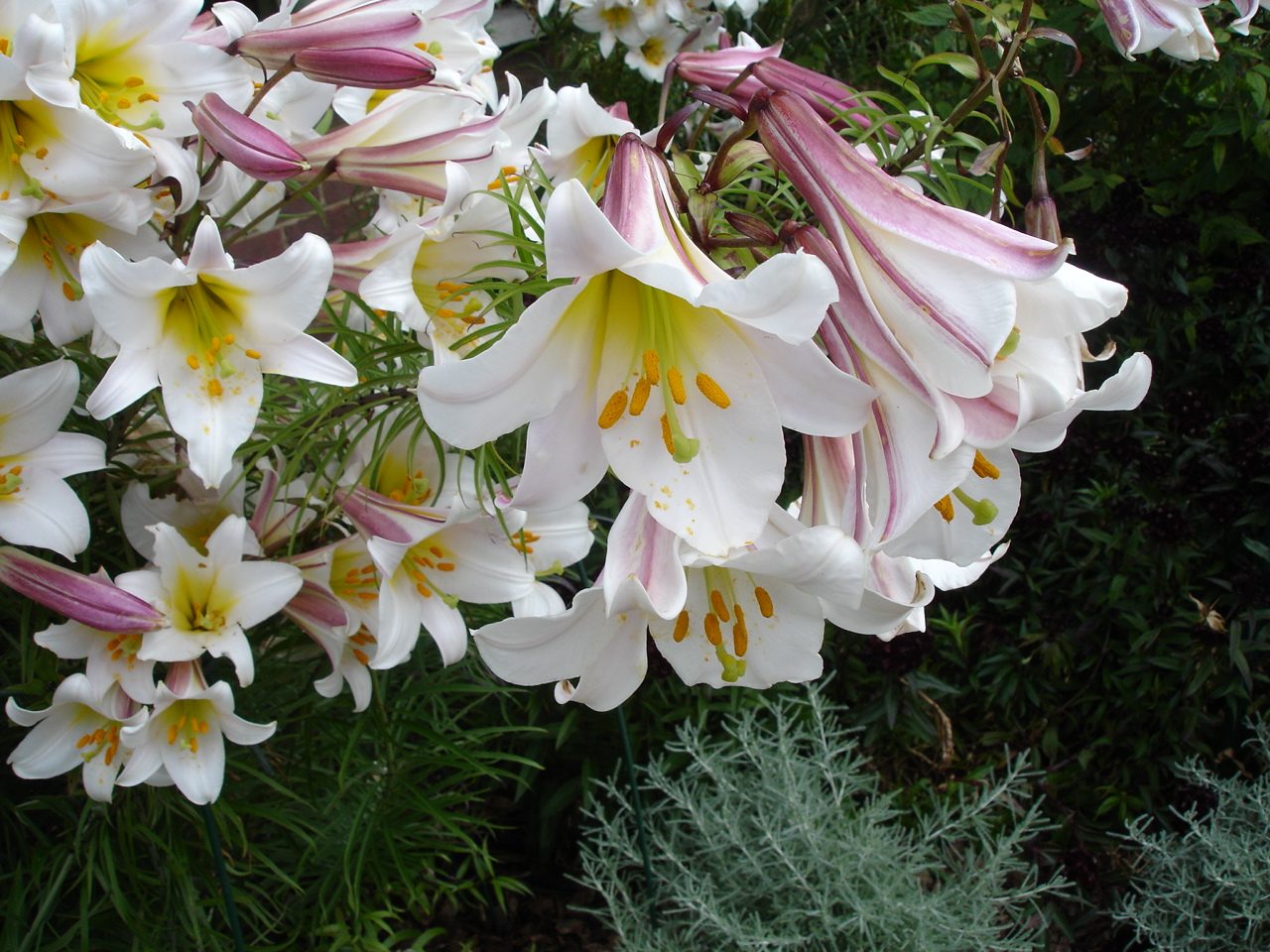
Lilia królewska

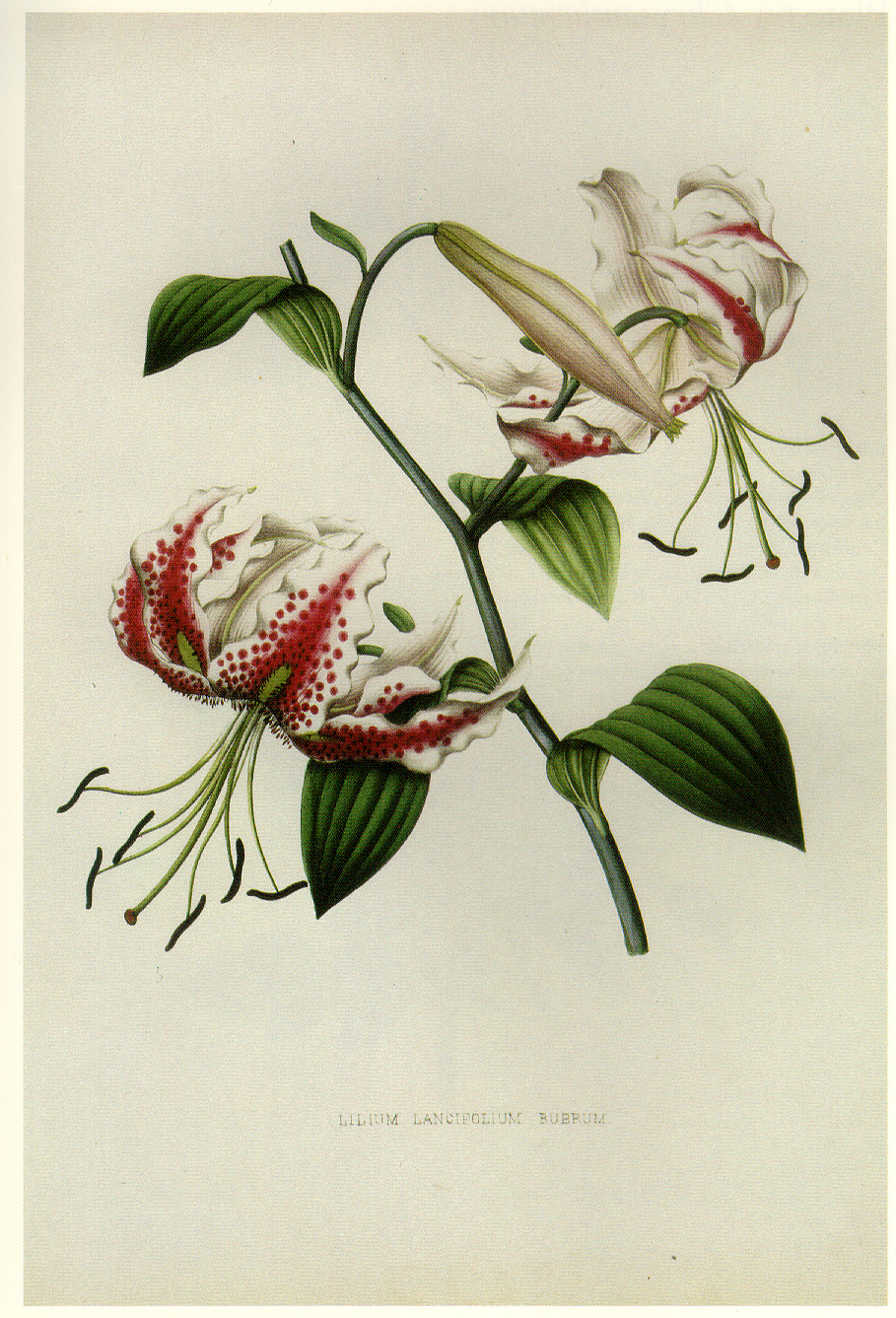
Lilia wspaniała

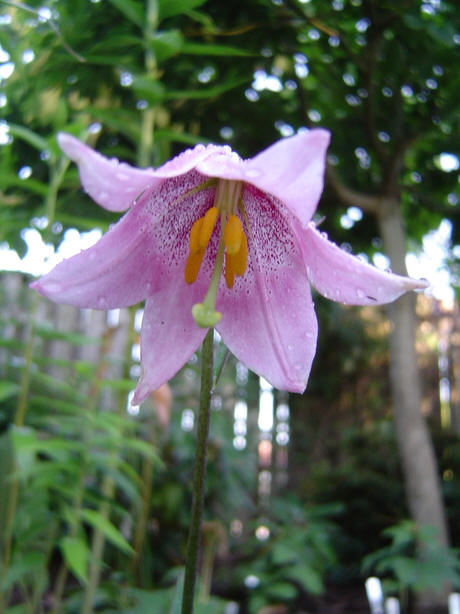
Lilium amoenum

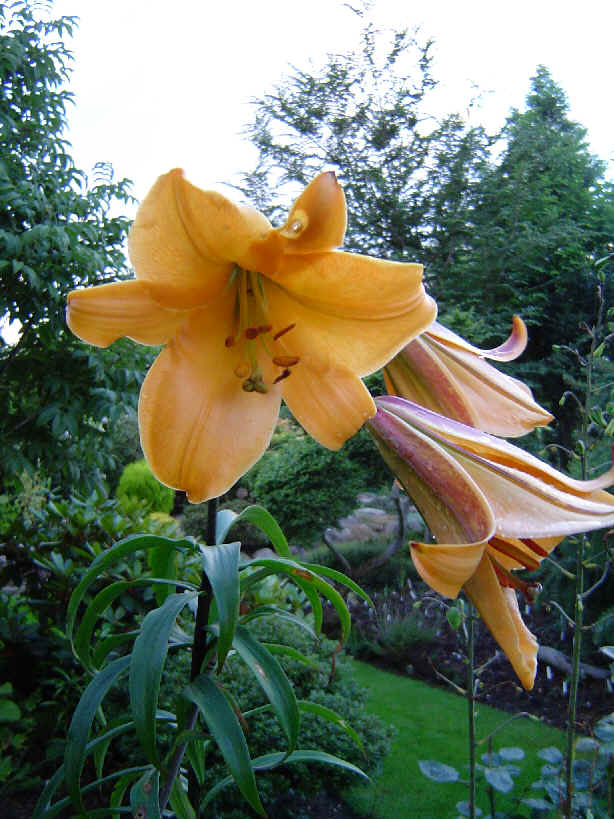
Mieszaniec 'African Queen'

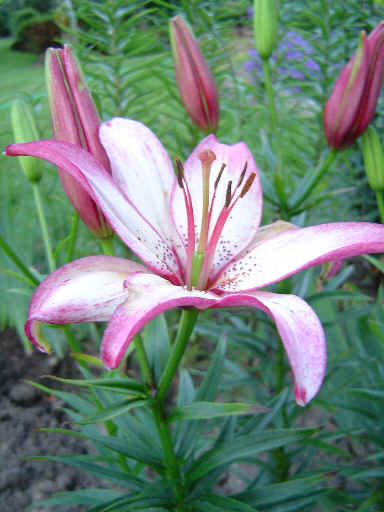
Mieszaniec 'Sorbet'

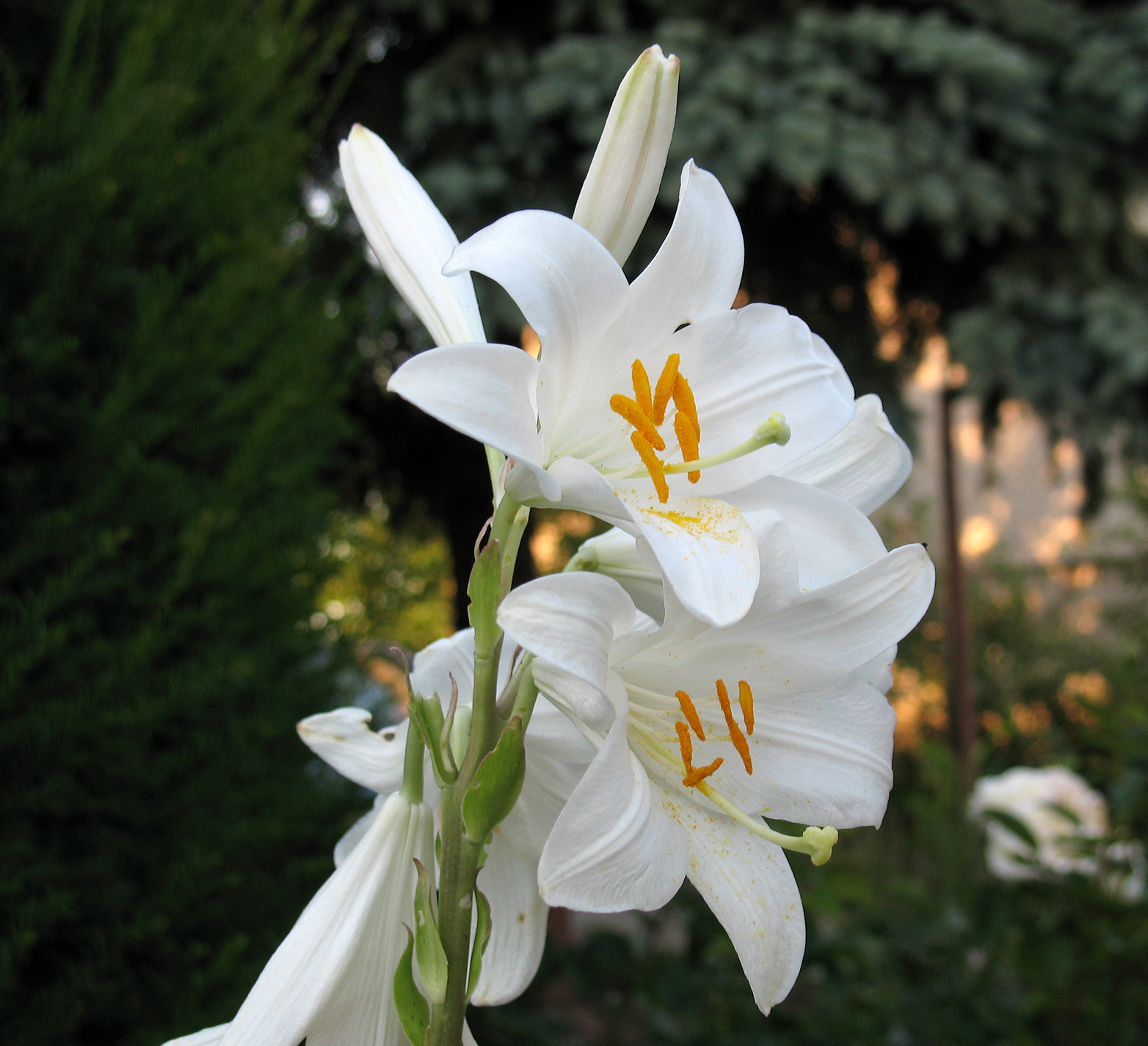
Lilium candidum L., Bałkany

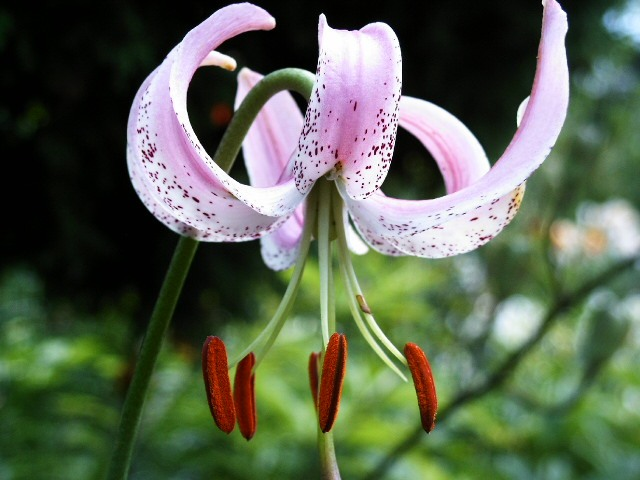
Lilium lankongense Franchet, Tybet

Lilia (Lilium L.) – rodzaj bylin cebulowych z rodziny liliowatych. Obejmuje około 115 gatunków. Rośliny te są rozprzestrzenione w strefie umiarkowanej półkuli północnej – w Europie, Azji i Ameryce Północnej. Najbardziej zróżnicowane są we wschodniej Azji, gdzie w samych tylko Chinach rośnie ich 55 gatunków, w tym 35 endemitów. W Ameryce Północnej rośnie 20 gatunków, a w Europie 10. W Polsce dziko występują dwa gatunki rodzime – lilia złotogłów L. martagon i lilia bulwkowata L. bulbiferum.
Lilie są często uprawiane jako rośliny ozdobne, zwłaszcza mieszańce, kultywary i odmiany, których powstało ponad 8 tysięcy. Gatunkiem typowym jest lilia biała Lilium candidum L.

## Morfologia
Część podziemnaCebula o średnicy od 1 do 12 cm i zróżnicowanym kształcie. Dachówkowato zachodzące na siebie łuski mogą być duże i przylegające lub drobne i odstające (tworzące cebulę rozpierzchłą); w zależności od gatunku mogą być białe, żółtawe, żółte, różowe do ciemnopurpurowych i brązowych. Z nasady piętki cebuli wyrastają jednoroczne lub dwuletnie korzenie podstawy, na podziemnej części łodygi jednoroczne korzenie pędowe, często także cebulki przybyszowe. Zwykle z jednej cebuli wyrasta jeden pęd, czasami jest ich kilka; niektóre lilie wytwarzają także podziemne łodygi pełzające lub rozłogi, na których powstają nowe cebulki.
ŁodygaZ cebuli najczęściej wyrasta jedna łodyga, gruba, wyprostowana i nierozgałęziona.
LiścieZwykle siedzące, czasami na krótkich ogonkach; równowąskie, lancetowate, jajowate lub eliptyczne; mogą być ułożone skrętolegle lub okółkowo; czasami w ich kątach powstają cebulki przybyszowe.
KwiatyMogą być pojedyncze, zebrane w grona lub baldachy. Okwiat, niezróżnicowany na kielich i koronę, składa się z sześciu listków w dwóch okółkach. Miodniki w dolnej części listków okwiatu. Pręcików sześć, jeden górny słupek z trójdzielnym znamieniem na długiej szyjce.
OwoceTrzykomorowa torebka, pękająca wzdłuż szwów, w niej liczne, brązowe, spłaszczone nasiona.

## Systematyka
Synonimy
- Synonimy taksonom.: Lirium Scopoli

Pozycja systematyczna według Angiosperm Phylogeny Website (aktualizowany system APG IV z 2016)
Klad okrytonasienne, klad jednoliścienne (monocots), rząd liliowce (Liliales), rodzina liliowate (Liliaceae), podrodzina Lilioideae.
Pozycja w systemie Reveala (1994–1999)
Gromada okrytonasienne (Magnoliophyta Cronquist), podgromada Magnoliophytina Frohne & U. Jensen ex Reveal, klasa jednoliścienne (Liliopsida Brongn.), podklasa liliowe (Liliidae J.H. Schaffn.), nadrząd Lilianae Takht., rząd liliowce (Liliales Perleb), podrząd Liliineae Rchb., rodzina liliowate (Liliaceae Juss.), podrodzina Lilioideae Eaton, plemię Lilieae Lam. & DC., rodzaj lilia (Lilium L.).
Wykaz gatunków (jeśli nie podano inaczej, nazwy polskie za)
- Lilium akkusianum Gämperle – lilia akkusijska
- Lilium albanicum Griseb. – lilia albańska
- Lilium amabile Palib. – lilia miła[12], lilia ulubiona[13]
- Lilium amoenum E.H.Wilson ex Sealy – lilia przyjemna
- Lilium apertum Franch.
- Lilium arboricola Stearn – lilia nadrzewna
- Lilium armenum (Miscz. ex Grossh.) Manden.
- Lilium auratum Lindl. – lilia złocista[12], lilia pozłacana, l. złocista, l. japońska[14]
- Lilium bakerianum Collett & Hemsl. – lilia Bakera
- Lilium basilissum (Farrer ex W.E.Evans) Y.D.Gao
- Lilium bolanderi S.Watson – lilia Bolandera
- Lilium bosniacum (Beck) Fritsch – lilia bośniacka
- Lilium brevistylum (S.Yun Liang) S.Yun Liang – lilia krótkoszyjkowa
- Lilium brownii F.E.Br. ex Miellez – lilia Browna, lilia anhuieńska
- Lilium bulbiferum L. – lilia bulwkowata
- Lilium callosum Siebold & Zucc. – lilia twardoskóra[12], lilia piękna[13]
- Lilium canadense L. – lilia kanadyjska
- Lilium candidum L. – lilia biała
- Lilium carniolicum Bernh. ex W.D.J.Koch – lilia kraińska
- Lilium catesbaei Walter – lilia Catesby’ego
- Lilium cernuum Kom. – lilia zwisła
- Lilium chalcedonicum L. – lilia chalcedońska[12], lilia rdzawa[14]
- Lilium ciliatum P.H.Davis – lilia orzęsiona
- Lilium columbianum Leichtlin – lilia kolumbijska[12], lilia oregońska, l. kolumbijska[13]
- Lilium concolor Salisb. – lilia jednobarwna
- Lilium davidii Duch. ex Elwes – lilia Davida
- Lilium debile Kittlitz
- Lilium distichum Nakai ex Kamib. – lilia dwurzędowa
- Lilium duchartrei Franch. – lilia Duchartre’a
- Lilium × elegans Thunb.
- Lilium eupetes J.M.H.Shaw
- Lilium fargesii Franch. – lilia Fargesa
- Lilium floridum J.L.Ma & Yan J.Li – lilia kwiecista
- Lilium formosanum A.Wallace – lilia tajwańska
- Lilium georgei (W.E.Evans) Sealy
- Lilium gongshanense (Y.D.Gao & X.J.He) Y.D.Gao
- Lilium grayi S.Watson – lilia Graya
- Lilium hansonii Leichtlin ex D.D.T.Moore – lilia Hansona
- Lilium henrici Franch. – lilia Henrica[12], lilia Henriciego[13]
- Lilium henryi Baker – lilia Henry’ego
- Lilium humboldtii J.H.Krelage – lilia Humboldta
- Lilium iridollae M.G.Henry – lilia szczerozłota[12], lilia tęczowa[13]
- Lilium jankae A.Kern. – lilia Janki
- Lilium japonicum Thunb. ex Houtt. – lilia japońska
- Lilium kelleyanum Lemmon – lilia Kelleya
- Lilium kelloggii Purdy – lilia Kellogga
- Lilium kesselringianum Miscz. – lilia Kesselringa
- Lilium lancifolium Thunb. – lilia tygrysia
- Lilium lankongense Franch. – lilia lankongijska[12], lilia lankongeńska[13]
- Lilium ledebourii (Baker) Boiss. – lilia Ledeboura
- Lilium leichtlinii Hook.f. – lilia Leichtlina
- Lilium leucanthum (Baker) Baker – lilia białokwiatowa
- Lilium longiflorum Thunb. – lilia długokwiatowa
- Lilium lophophorum (Bureau & Franch.) Franch. – lilia czuprynowata
- Lilium mackliniae Sealy – lilia Macklinowej[12], lilia Macklina[13]
- Lilium maculatum Thunb. – lilia nakrapiana
- Lilium maritimum Kellogg – lilia nadmorska
- Lilium martagon L. – lilia złotogłów
- Lilium matangense J.M.Xu – lilia matangijska
- Lilium medeoloides A.Gray – lilia medeolowata[12], lilia okółkowa[13]
- Lilium medogense S.Yun Liang – lilia medogijska
- Lilium meleagrina (Franch.) Y.D.Gao
- Lilium michauxii Poir. – lilia Michauxa
- Lilium michiganense Farw. – lilia michigańska
- Lilium monadelphum Adams – lilia zrosłopręcikowa
- Lilium nanum Klotzsch – lilia niska
- Lilium nepalense D.Don – lilia nepalska
- Lilium nobilissimum (Makino) Makino – lilia wyniosła[13]
- Lilium occidentale Purdy – lilia zachodnia
- Lilium oxypetalum (D.Don) Baker – lilia ostropłatkowa[13]
- Lilium papilliferum Franch. – lilia brodawkowata[12], lilia motylkowata[13]
- Lilium paradoxum Stearn – lilia przedziwna
- Lilium pardalinum Kellogg – lilia lamparcia
- Lilium pardanthinum (Franch.) Y.D.Gao
- Lilium parryi S.Watson – lilia Parry’ego[12], lilia Parry’a[13]
- Lilium parvum Kellogg – lilia górska[12], lilia mała[13]
- Lilium pensylvanicum Ker Gawl. – lilia pensylwańska[13]
- Lilium philadelphicum L. – lilia filadelfijska
- Lilium philippinense Baker – lilia filipińska
- Lilium pinifolium L.J.Peng – lilia sosnolistna
- Lilium poilanei Gagnep.
- Lilium polyphyllum D.Don – lilia wielolistna
- Lilium pomponium L. – lilia przepyszna[12], lilia pompejska[14], lilia pomponowa[13]
- Lilium ponticum K.Koch
- Lilium primulinum Baker – lilia pierwiosnkowata[12], lilia wczesna[13]
- Lilium procumbens Aver. & N.Tanaka
- Lilium pumilum Redouté – lilia drobna
- Lilium pyi H.Lév. – lilia Py'ego
- Lilium pyrenaicum Gouan – lilia pirenejska
- Lilium pyrophilum M.W.Skinner & Sorrie – lilia ognista
- Lilium regale E.H.Wilson – lilia królewska
- Lilium rhodopeum Delip. – lilia rodopska
- Lilium rosthornii Diels – lilia Rosthorna
- Lilium rubellum Baker – lilia czerwonawa[12], lilia czerwona[13]
- Lilium rubescens S.Watson – lilia czerwieniejąca
- Lilium saluenense (Balf.f.) S.Yun Liang
- Lilium sargentiae E.H.Wilson – lilia Sargenta
- Lilium sealyi Y.D.Gao
- Lilium sempervivoideum H.Lév. – lilia rojnikowata
- Lilium sherriffiae Stearn – lilia Sherriffa[12], lilia dominująca[13]
- Lilium × shimenianum S.S.Ying
- Lilium souliei (Franch.) Sealy – lilia Souliego, l. woreczkowata
- Lilium speciosum Thunb. – lilia wspaniała
- Lilium stewartianum Balf.f. & W.W.Sm. – lilia Stewarta, l. żółtawa
- Lilium sulphureum Baker ex Hook.f. – lilia siarkowożółta
- Lilium superbum L. – lilia pyszna[12], lilia nadobna[13]
- Lilium synapticum (Sealy) Y.D.Gao
- Lilium szovitsianum Fisch. & Avé-Lall.
- Lilium taliense Franch. – lilia dalijska[12], lilia talieńska[13]
- Lilium tenii H.Lév. – lilia huidongijska, lilia lijangijska
- Lilium tianschanicum N.A.Ivanova ex Grubov – lilia tienszańska
- Lilium tsingtauense Gilg – lilia tsingtaueńska
- Lilium ukeyuri Veitch ex R.Hogg – lilia Aleksandry
- Lilium wallichianum Schult. & Schult.f. – lilia Wallicha
- Lilium wardii Stapf ex F.C.Stern – lilia Warda
- Lilium washingtonianum Kellogg – lilia waszyngtońska
- Lilium yapingense Y.D.Gao & X.J.He

Klasyfikacja ogrodnicza gatunków i mieszańców lilii
1. Mieszańce azjatyckie
2. Mieszańce wywodzące się od Lilium martagon
3. Mieszańce wywodzące się od Lilium candidum
4. Mieszańce amerykańskie
5. Mieszańce wywodzące się od Lilium longiflorum
6. Mieszańce trąbkowe
7. Mieszańce orientalne
8. Mieszańce niezaszeregowane do powyższych grup
9. Gatunki i odmiany botaniczne niezaszeregowane do innych grup

## Obecność w kulturze i symbolice
Od niepamiętnych czasów lilia symbolizuje królewskość, majestat i chwałę.
Według mitologii greckiej i rzymskiej była poświęcona Herze (Junonie; powstała z jej mleka) i nielubiana przez Afrodytę. Starożytni Grecy nazywali ją λείριον (leirion, od przymiotnika leiros ‘delikatny’, ‘cienki’, ‘wrażliwy’). W starożytnym Rzymie oznaczała nadzieję. W chrześcijaństwie uchodzi za symbol niewinności, czystości, dziewiczości i zmartwychwstania.
Występuje jako ludowy motyw dekoracyjny na Podhalu pod nazwą leluja. Stanowi także wzór heraldyczny.